# Lengeder Teiche (Naturschutzgebiet)
Die Lengeder Teiche sind ein Naturschutzgebiet im niedersächsischen Ort Lengede im Landkreis Peine.

## Allgemeines
Das Naturschutzgebiet mit dem Kennzeichen NSG BR 044 ist 130 Hektar groß. Es ist deckungsgleich mit dem im Jahr 2000 ausgewiesenen, gleichnamigen EU-Vogelschutzgebiet. Ein Teil des Naturschutzgebietes grenzt an das Landschaftsschutzgebiet „Lengede-Broistedt“. Das Gebiet steht seit dem 16. Juni 1982 unter Naturschutz. Zuständige untere Naturschutzbehörde ist der Landkreis Peine.

## Beschreibung
Das zweigeteilte Naturschutzgebiet liegt südlich und östlich von Lengede. Der westliche Teil grenzt an die Kreisstraße 46 im Norden sowie die Bahnstrecke Hildesheim–Braunschweig im Süden. Im Osten wird er von der Fuhse begrenzt. Am Südrand von Lengede ist die bewaldete Fläche zwischen der Wohnbebauung von Lengede, der Landesstraße 472, der Bahnstrecke und der Fuhse Bestandteil des Naturschutzgebietes. Der östliche Teil des Schutzgebietes liegt südlich der Kreisstraße 45 am Rande von Lengede.
Das Naturschutzgebiet umfasst mehrere der Lengeder Teiche – ehemalige, mit Dämmen eingefasste Klärteiche der Grube Lengede-Broistedt – und daran angrenzende Flächen. Weitere ehemalige Klärteiche der Grube befinden sich außerhalb des Naturschutzgebietes. Das Gebiet wird geprägt von unterschiedlich großen Stillgewässern, die über ausgedehnte Flachwasserzonen mit großflächigen Schilfröhrichtzonen mit Weidengebüschen verfügen. Die Teiche sind Lebensraum für zahlreiche Tiere. Besondere Bedeutung haben sie für die Vogelwelt. So kommen hier u. a. Rohrdommel, Rohrweihe, Rotmilan, Eisvogel, Löffel- und Reiherente, Zwergtaucher und Nachtigall vor. Daneben haben die Teiche große Bedeutung für rastende Wasservögel, darunter Spieß-, Löffel-, Krick-, Knäk, Schnatter-, Tafel- und Reiherente, aber auch Graugans, Höckerschwan und Singschwan. An einem der Teiche wurde 1999 eine Beobachtungsplattform errichtet.
Um die Röhrichtzonen als Lebensraum zu erhalten, muss der Gebüschaufwuchs immer wieder zurückgedrängt werden. Im Osten des Naturschutzgebietes sind die ehemaligen Klärteiche IX und VI ebenso wie der ehemalige Klärteich V im Westen des Naturschutzgebietes zum Teil bereits verlandet.
Im Bereich des Naturschutzgebietes gibt es mehrere Wanderwege. Das Gebiet wird von der Bezirksgruppe Braunschweig des Naturschutzbundes Deutschland betreut.